# Allomyia cidoipes
Allomyia cidoipes är en nattsländeart som först beskrevs av Schmid 1968.  Allomyia cidoipes ingår i släktet Allomyia och familjen Apataniidae. Inga underarter finns listade i Catalogue of Life.